# Pandóra (keresztnév)
A Pandóra görög mitológiai eredetű női név, jelentése: mindennel megajándékozott.

## Rokon nevek
- Pandora:[1] a név eredeti alakja.[2]

## Gyakorisága
Az 1990-es években a Pandora szórványos név, a Pandóra alakot nem lehetett anyakönyvezni, a 2000-es években nem szerepel a 100 leggyakoribb női név között.

## Névnapok
- június 1.[2]

## Híres Pandórák, Pandorák
- a görög mitológia Pandórája